# Philibertia micrantha
Philibertia micrantha là một loài thực vật có hoa trong họ La bố ma. Loài này được (Malme ex R.E. Fr.) Goyder mô tả khoa học đầu tiên năm 2004.